# Christoph Scheiner
Christoph Scheiner, nemški jezuit, matematik, optik in astronom, * 25. julij 1575 (ali 1573), Wald pri Mindelheimu, Švabska, Nemčija, † 18. julij 1650, Neisse, Šlezija (danes Nisa, Poljska).

## Življenje in delo
Scheiner je leta 1595 stopil v jezuitski red. Leta 1611 je med prvimi opazoval Sončeve pege. Najprej je verjel, da gre za Sončeve naravne satelite. Neodvisno od njega sta že malo pred njim opazovala Sončeve pege David Fabricij in njegov sin Johannnes ter Galilei. Leta 1630 je Scheiner objavil knjigo Rosa Ursina. Do tedaj sta z Galilejem že uvidela, da so pege dejansko pojav na Sončevi površini.
Ker se je kasneje ob Maunderjevem minumumu (1645-1715) zelo zmanjšala dejavnost peg, je Scheinerjeva knjiga dolgo časa ostala standardni vir o Sončevih pegah.
Do svoje smrti je nasprotoval heliocentrični sliki sveta. Sovražil je Galileja zaradi prerekanja o prvenstvu nad odkritjem Sončevih peg. Njegovo nasprotovanje je bil pomemben činitelj pri težavah Galileja z rimskokatoliško cerkvijo, saj je Galilei podpiral heliocentrični model.

## Priznanja

### Poimenovanja
Udarni krater Scheiner na Luni se imenuje po njem.